# ثلاثية الأسد

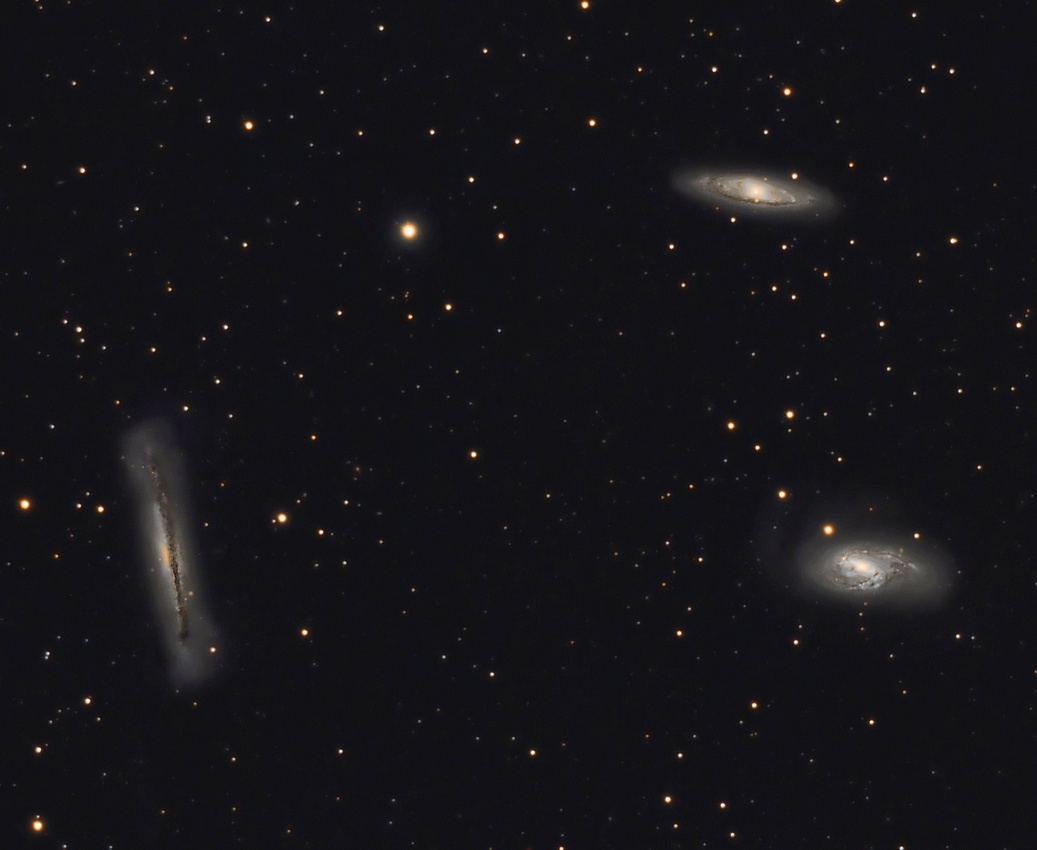
ثلاثية الأسد: فوق على اليمين مجرة م65 وتحتها توجد م66 أما على اليسار فتوجد إن جي سي 3628.

ثلاثية الأسد أو مجموعة مجرات مسييه 66 هي عبارة عن مجموعة صغيرة من المجرات تقع في كوكبة الأسد. تتألف مجموعة المجرات هذه من ثلاث مجرات كلها حلزونية وهي: م65 وم66 وإن جي سي 3628. وتقع قرب هذه المجموعة مجموعة مجرات م96، وربما تكون هاتان المجموعتان هما جزئين من مجموعة مجرات أكبر.
م65 هي مجرة حلزونية تبعد عن كوكب الأرض 22 مليون سنه ضوئيه تقريبا و المجره الاخرى هي م66 هي عباره عن مجره حلزونيه ايضا تبعد عن الأرض حوالي 36 مليون سنه ضوئيه و المجره الاخيره هي ngc 3628 وهي عباره عن مجره حلزونيه لكن لم يتم رؤيه شكلها الحقيقي حتى الآن لأنها تبعد عن الأرض حوالي 35 مليون سنه ضوئيه وايضا بسبب زوايه مجرتنا لها كما ذكرنا أعلاه واذا قمنا بالسفر إلى هذه المجره لرؤيه شكلها الحقيقي فذلك سيستغرق حوالي 35 مليون سنه حتى الوصول والثلاث مجرات حلزونيه تقع كلاها في كوكبه الاسد تحديدا في مجموعه ثلاثيه الاسد.